# EPrix van New York 2022
De ePrix van New York 2022 werd gehouden over twee races op 16 en 17 juli 2022 op het Brooklyn Street Circuit. Dit waren de elfde en twaalfde races van het achtste Formule E-seizoen.
De eerste race werd gewonnen door Envision-coureur Nick Cassidy, die vanaf pole position zijn eerste Formule E-zege behaalde. Lucas di Grassi werd voor Venturi tweede, terwijl de tweede Envision-coureur Robin Frijns als derde eindigde. De race werd voortijdig afgebroken vanwege plotselinge zware regenval. Hierdoor gleden meerdere coureurs, waaronder Cassidy en Di Grassi, van het circuit. De racevolgorde zoals deze was in de ronde voordat de rode vlag werd gezwaaid, werd genomen als einduitslag, waardoor al deze coureurs wel geklasseerd werden.
De tweede race werd gewonnen door Techeetah-coureur António Félix da Costa, die startend vanaf de eerste plaats zijn eerste zege van het seizoen behaalde. Oorspronkelijk behaalde Cassidy de pole position, maar hij kreeg dertig startplaatsen straf omdat hij de batterij en de radiator van zijn auto moest laten vervangen. Stoffel Vandoorne werd voor Mercedes tweede, terwijl Jaguar-coureur Mitch Evans als derde eindigde.

## Race 1

### Kwalificatie

#### Groepsfase
De top vier uit iedere groep kwalificeerde zich voor de knockoutfase.
Groep A
| Pos | No | Coureur             | Team             | Tijd      |
| --- | -- | ------------------- | ---------------- | --------- |
| 1   | 4  | Robin Frijns        | Envision-Audi    | 1:09.528  |
| 2   | 37 | Nick Cassidy        | Envision-Audi    | 1:09.640  |
| 3   | 5  | Stoffel Vandoorne   | Mercedes         | 1:09.650  |
| 4   | 23 | Sébastien Buemi     | e.dams-Nissan    | 1:09.769  |
| 5   | 48 | Edoardo Mortara     | Venturi-Mercedes | 1:09.777  |
| 6   | 17 | Nyck de Vries       | Mercedes         | 1:09.810  |
| 7   | 27 | Jake Dennis         | Andretti-BMW     | 1:09.937  |
| 8   | 22 | Maximilian Günther  | e.dams-Nissan    | 1:10.022  |
| 9   | 36 | André Lotterer      | Porsche          | 1:10.084  |
| 10  | 28 | Oliver Askew        | Andretti-BMW     | 1:16.319  |
| 11  | 7  | Sérgio Sette Câmara | Dragon-Penske    | Geen tijd |

Groep B
| Pos | No | Coureur                | Team             | Tijd     |
| --- | -- | ---------------------- | ---------------- | -------- |
| 1   | 11 | Lucas di Grassi        | Venturi-Mercedes | 1:10.678 |
| 2   | 29 | Alexander Sims         | Mahindra         | 1:10.751 |
| 3   | 10 | Sam Bird               | Jaguar           | 1:12.239 |
| 4   | 94 | Pascal Wehrlein        | Porsche          | 1:12.330 |
| 5   | 13 | António Félix da Costa | Techeetah-DS     | 1:12.464 |
| 6   | 30 | Oliver Rowland         | Mahindra         | 1:12.613 |
| 7   | 9  | Mitch Evans            | Jaguar           | 1:12.693 |
| 8   | 25 | Jean-Éric Vergne       | Techeetah-DS     | 1:13.598 |
| 9   | 33 | Dan Ticktum            | NIO              | 1:13.716 |
| 10  | 99 | Antonio Giovinazzi     | Dragon-Penske    | 1:14.580 |
| 11  | 3  | Oliver Turvey          | NIO              | 1:15.130 |

#### Knockoutfase
De combinatie letter/cijfer staat voor de groep waarin de betreffende coureur uitkwam en de positie die hij in deze groep behaalde.
|  | Kwartfinale       | Kwartfinale       |                   |          | Halve finale | Halve finale |  |  | Finale | Finale |
|  |                   |                   |                   |          |              |              |  |  |        |        |
|  |                   |                   |                   |          |              |              |  |  |        |        |
|  | B4-A1             |                   |                   |          |              |              |  |  |        |        |
|  |                   |                   |                   |          |              |              |  |  |        |        |
|  | Pascal Wehrlein   | 1:14.011          |                   |          |              |              |  |  |        |        |
|  | Pascal Wehrlein   | 1:14.011          | K1-K2             |          |              |              |  |  |        |        |
|  | Robin Frijns      | 1:14.799          |                   |          |              |              |  |  |        |        |
|  | Robin Frijns      | 1:14.799          | Pascal Wehrlein   | 1:10.515 |              |              |  |  |        |        |
|  | B3-A2             |                   | Pascal Wehrlein   | 1:10.515 |              |              |  |  |        |        |
|  |                   | Nick Cassidy      | 1:10.367          |          |              |              |  |  |        |        |
|  | Sam Bird          | Nick Cassidy      | 1:10.367          | 1:14.998 |              |              |  |  |        |        |
|  | Sam Bird          |                   | H1-H2             | 1:14.998 |              |              |  |  |        |        |
|  | Nick Cassidy      | 1:13.657          |                   |          |              |              |  |  |        |        |
|  | Nick Cassidy      | 1:13.657          | Nick Cassidy      | 1:08.980 |              |              |  |  |        |        |
|  | A3-B2             |                   | Nick Cassidy      | 1:08.980 |              |              |  |  |        |        |
|  |                   | Stoffel Vandoorne | 1:08.988          |          |              |              |  |  |        |        |
|  | Stoffel Vandoorne | Stoffel Vandoorne | 1:08.988          | 1:13.040 |              |              |  |  |        |        |
|  | Stoffel Vandoorne | K3-K4             |                   | 1:13.040 |              |              |  |  |        |        |
|  | Alexander Sims    | 1:13.220          |                   |          |              |              |  |  |        |        |
|  | Alexander Sims    | 1:13.220          | Stoffel Vandoorne | 1:09.515 |              |              |  |  |        |        |
|  | A4-B1             |                   | Stoffel Vandoorne | 1:09.515 |              |              |  |  |        |        |
|  |                   | Lucas di Grassi   | 1:09.559          |          |              |              |  |  |        |        |
|  | Sébastien Buemi   | Lucas di Grassi   | 1:09.559          | 1:12.661 |              |              |  |  |        |        |
|  | Sébastien Buemi   |                   |                   | 1:12.661 |              |              |  |  |        |        |
|  | Lucas di Grassi   | 1:12.546          |                   |          |              |              |  |  |        |        |
|  | Lucas di Grassi   | 1:12.546          |                   |          |              |              |  |  |        |        |

#### Startopstelling
| Pos | No | Coureur                | Team             |
| --- | -- | ---------------------- | ---------------- |
| 1   | 37 | Nick Cassidy           | Envision-Audi    |
| 2   | 5  | Stoffel Vandoorne      | Mercedes         |
| 3   | 11 | Lucas di Grassi        | Venturi-Mercedes |
| 4   | 94 | Pascal Wehrlein        | Porsche          |
| 5   | 23 | Sébastien Buemi        | e.dams-Nissan    |
| 6   | 29 | Alexander Sims         | Mahindra         |
| 7   | 4  | Robin Frijns           | Envision-Audi    |
| 8   | 10 | Sam Bird               | Jaguar           |
| 9   | 48 | Edoardo Mortara        | Venturi-Mercedes |
| 10  | 13 | António Félix da Costa | Techeetah-DS     |
| 11  | 17 | Nyck de Vries          | Mercedes         |
| 12  | 30 | Oliver Rowland         | Mahindra         |
| 13  | 27 | Jake Dennis            | Andretti-BMW     |
| 14  | 9  | Mitch Evans            | Jaguar           |
| 15  | 28 | Maximilian Günther     | e.dams-Nissan    |
| 16  | 25 | Jean-Éric Vergne       | Techeetah-DS     |
| 17  | 36 | André Lotterer         | Porsche          |
| 18  | 33 | Dan Ticktum            | NIO              |
| 19  | 99 | Antonio Giovinazzi     | Dragon-Penske    |
| 20  | 7  | Sérgio Sette Câmara    | Dragon-Penske    |
| 21  | 3  | Oliver Turvey          | NIO              |
| 22  | 28 | Oliver Askew           | Andretti-BMW     |

### Race
| Pos | No | Coureur                | Team             | Rondes | Tijd/Oorzaak uitval | Grid | Punten |
| --- | -- | ---------------------- | ---------------- | ------ | ------------------- | ---- | ------ |
| 1   | 37 | Nick Cassidy           | Envision-Audi    | 29     | 35:04.095           | 1    | 28     |
| 2   | 11 | Lucas di Grassi        | Venturi-Mercedes | 29     | +1.123              | 3    | 18     |
| 3   | 4  | Robin Frijns           | Envision-Audi    | 29     | +1.671              | 7    | 15     |
| 4   | 5  | Stoffel Vandoorne      | Mercedes         | 29     | +3.693              | 2    | 12     |
| 5   | 23 | Sébastien Buemi        | e.dams-Nissan    | 29     | +5.570              | 5    | 10     |
| 6   | 94 | Pascal Wehrlein        | Porsche          | 29     | +5.783              | 4    | 8      |
| 7   | 10 | Sam Bird               | Jaguar           | 29     | +7.207              | 8    | 6      |
| 8   | 17 | Nyck de Vries          | Mercedes         | 29     | +7.503              | 11   | 4      |
| 9   | 48 | Edoardo Mortara        | Venturi-Mercedes | 29     | +9.734              | 9    | 3      |
| 10  | 27 | Jake Dennis            | Andretti-BMW     | 29     | +11.595             | 13   | 1      |
| 11  | 9  | Mitch Evans            | Jaguar           | 29     | +13.605             | 14   |        |
| 12  | 28 | Maximilian Günther     | e.dams-Nissan    | 29     | +13.763             | 15   |        |
| 13  | 30 | Oliver Rowland         | Mahindra         | 29     | +14.924             | 12   |        |
| 14  | 29 | Alexander Sims         | Mahindra         | 29     | +16.648             | 6    |        |
| 15  | 3  | Oliver Turvey          | NIO              | 29     | +19.707             | 21   |        |
| 16  | 36 | André Lotterer         | Porsche          | 29     | +24.384             | 17   |        |
| 17  | 33 | Dan Ticktum            | NIO              | 29     | +25.312             | 18   |        |
| 18  | 25 | Jean-Éric Vergne       | Techeetah-DS     | 29     | +53.018             | 16   |        |
| 19  | 28 | Oliver Askew           | Andretti-BMW     | 29     | +1:22.282           | 22   |        |
| DNF | 13 | António Félix da Costa | Techeetah-DS     | 28     | Ongeluk             | 10   |        |
| DNF | 99 | Antonio Giovinazzi     | Dragon-Penske    | 0      | Ongeluk             | 19   |        |
| DNS | 7  | Sérgio Sette Câmara    | Dragon-Penske    | 0      | Schade              | 20   |        |

## Race 2

### Kwalificatie

#### Groepsfase
De top vier uit iedere groep kwalificeerde zich voor de knockoutfase.
Groep A
| Pos | No | Coureur             | Team             | Tijd      |
| --- | -- | ------------------- | ---------------- | --------- |
| 1   | 7  | Sérgio Sette Câmara | Dragon-Penske    | 1:09.566  |
| 2   | 37 | Nick Cassidy        | Envision-Audi    | 1:09.608  |
| 3   | 17 | Nyck de Vries       | Mercedes         | 1:09.670  |
| 4   | 29 | Alexander Sims      | Mahindra         | 1:09.692  |
| 5   | 28 | Oliver Askew        | Andretti-BMW     | 1:09.742  |
| 6   | 4  | Robin Frijns        | Envision-Audi    | 1:09.760  |
| 7   | 25 | Jean-Éric Vergne    | Techeetah-DS     | 1:09.795  |
| 8   | 30 | Oliver Rowland      | Mahindra         | 1:09.853  |
| 9   | 10 | Sam Bird            | Jaguar           | 1:09.957  |
| 10  | 94 | Pascal Wehrlein     | Porsche          | 1:34.007  |
| 11  | 48 | Edoardo Mortara     | Venturi-Mercedes | Geen tijd |

Groep B
| Pos | No | Coureur                | Team             | Tijd     |
| --- | -- | ---------------------- | ---------------- | -------- |
| 1   | 9  | Mitch Evans            | Jaguar           | 1:09.371 |
| 2   | 13 | António Félix da Costa | Techeetah-DS     | 1:09.407 |
| 3   | 5  | Stoffel Vandoorne      | Mercedes         | 1:09.453 |
| 4   | 36 | André Lotterer         | Porsche          | 1:09.467 |
| 5   | 27 | Jake Dennis            | Andretti-BMW     | 1:09.492 |
| 6   | 99 | Antonio Giovinazzi     | Dragon-Penske    | 1:09.528 |
| 7   | 23 | Sébastien Buemi        | e.dams-Nissan    | 1:09.645 |
| 8   | 22 | Maximilian Günther     | e.dams-Nissan    | 1:09.660 |
| 9   | 33 | Dan Ticktum            | NIO              | 1:09.688 |
| 10  | 11 | Lucas di Grassi        | Venturi-Mercedes | 1:09.700 |
| 11  | 3  | Oliver Turvey          | NIO              | 1:09.870 |

#### Knockoutfase
De combinatie letter/cijfer staat voor de groep waarin de betreffende coureur uitkwam en de positie die hij in deze groep behaalde.
|  | Kwartfinale            | Kwartfinale            |                        |          | Halve finale | Halve finale |  |  | Finale | Finale |
|  |                        |                        |                        |          |              |              |  |  |        |        |
|  |                        |                        |                        |          |              |              |  |  |        |        |
|  | B4-A1                  |                        |                        |          |              |              |  |  |        |        |
|  |                        |                        |                        |          |              |              |  |  |        |        |
|  | André Lotterer         | 1:08.685               |                        |          |              |              |  |  |        |        |
|  | André Lotterer         | 1:08.685               | K1-K2                  |          |              |              |  |  |        |        |
|  | Sérgio Sette Câmara    | 1:08.726               |                        |          |              |              |  |  |        |        |
|  | Sérgio Sette Câmara    | 1:08.726               | André Lotterer         | 1:10.420 |              |              |  |  |        |        |
|  | B3-A2                  |                        | André Lotterer         | 1:10.420 |              |              |  |  |        |        |
|  |                        | Nick Cassidy           | 1:08.795               |          |              |              |  |  |        |        |
|  | Stoffel Vandoorne      | Nick Cassidy           | 1:08.795               | 1:08.765 |              |              |  |  |        |        |
|  | Stoffel Vandoorne      |                        | H1-H2                  | 1:08.765 |              |              |  |  |        |        |
|  | Nick Cassidy           | 1:08.657               |                        |          |              |              |  |  |        |        |
|  | Nick Cassidy           | 1:08.657               | Nick Cassidy           | 1:08.584 |              |              |  |  |        |        |
|  | A3-B2                  |                        | Nick Cassidy           | 1:08.584 |              |              |  |  |        |        |
|  |                        | António Félix da Costa | 1:08.751               |          |              |              |  |  |        |        |
|  | Nyck de Vries          | António Félix da Costa | 1:08.751               | 1:08.880 |              |              |  |  |        |        |
|  | Nyck de Vries          | K3-K4                  |                        | 1:08.880 |              |              |  |  |        |        |
|  | António Félix da Costa | 1:08.721               |                        |          |              |              |  |  |        |        |
|  | António Félix da Costa | 1:08.721               | António Félix da Costa | 1:08.681 |              |              |  |  |        |        |
|  | A4-B1                  |                        | António Félix da Costa | 1:08.681 |              |              |  |  |        |        |
|  |                        | Alexander Sims         | 1:08.830               |          |              |              |  |  |        |        |
|  | Alexander Sims         | Alexander Sims         | 1:08.830               | 1:08.796 |              |              |  |  |        |        |
|  | Alexander Sims         |                        |                        | 1:08.796 |              |              |  |  |        |        |
|  | Mitch Evans            | 1:08.802               |                        |          |              |              |  |  |        |        |
|  | Mitch Evans            | 1:08.802               |                        |          |              |              |  |  |        |        |

#### Startopstelling
| Pos | No | Coureur                | Team             |
| --- | -- | ---------------------- | ---------------- |
| 1   | 13 | António Félix da Costa | Techeetah-DS     |
| 2   | 29 | Alexander Sims         | Mahindra         |
| 3   | 36 | André Lotterer         | Porsche          |
| 4   | 7  | Sérgio Sette Câmara    | Dragon-Penske    |
| 5   | 5  | Stoffel Vandoorne      | Mercedes         |
| 6   | 9  | Mitch Evans            | Jaguar           |
| 7   | 17 | Nyck de Vries          | Mercedes         |
| 8   | 28 | Oliver Askew           | Andretti-BMW     |
| 9   | 27 | Jake Dennis            | Andretti-BMW     |
| 10  | 4  | Robin Frijns           | Envision-Audi    |
| 11  | 99 | Antonio Giovinazzi     | Dragon-Penske    |
| 12  | 25 | Jean-Éric Vergne       | Techeetah-DS     |
| 13  | 23 | Sébastien Buemi        | e.dams-Nissan    |
| 14  | 30 | Oliver Rowland         | Mahindra         |
| 15  | 22 | Maximilian Günther     | e.dams-Nissan    |
| 16  | 10 | Sam Bird               | Jaguar           |
| 17  | 33 | Dan Ticktum            | NIO              |
| 18  | 11 | Lucas di Grassi        | Venturi-Mercedes |
| 19  | 3  | Oliver Turvey          | NIO              |
| 20  | 94 | Pascal Wehrlein        | Porsche          |
| 21  | 48 | Edoardo Mortara        | Venturi-Mercedes |
| 22  | 37 | Nick Cassidy           | Envision-Audi    |

### Race
| Pos | No | Coureur                | Team             | Rondes | Tijd/Oorzaak uitval | Grid | Punten |
| --- | -- | ---------------------- | ---------------- | ------ | ------------------- | ---- | ------ |
| 1   | 13 | António Félix da Costa | Techeetah-DS     | 39     | 46:55.511           | 1    | 25     |
| 2   | 5  | Stoffel Vandoorne      | Mercedes         | 39     | +0.929              | 5    | 18     |
| 3   | 9  | Mitch Evans            | Jaguar           | 39     | +3.524              | 6    | 15     |
| 4   | 29 | Alexander Sims         | Mahindra         | 39     | +3.631              | 2    | 12     |
| 5   | 10 | Sam Bird               | Jaguar           | 39     | +4.412              | 16   | 10     |
| 6   | 4  | Robin Frijns           | Envision-Audi    | 39     | +4.979              | 10   | 8      |
| 7   | 17 | Nyck de Vries          | Mercedes         | 39     | +6.233              | 7    | 6      |
| 8   | 27 | Jake Dennis            | Andretti-BMW     | 39     | +6.316              | 9    | 4      |
| 9   | 36 | André Lotterer         | Porsche          | 39     | +6.590              | 3    | 2      |
| 10  | 48 | Edoardo Mortara        | Venturi-Mercedes | 39     | +13.449             | 21   | 2      |
| 11  | 94 | Pascal Wehrlein        | Porsche          | 39     | +18.469             | 20   |        |
| 12  | 33 | Dan Ticktum            | NIO              | 39     | +23.002             | 17   |        |
| 13  | 23 | Sébastien Buemi        | e.dams-Nissan    | 39     | +30.216             | 13   |        |
| 14  | 30 | Oliver Rowland         | Mahindra         | 39     | +32.676             | 14   |        |
| 15  | 37 | Nick Cassidy           | Envision-Audi    | 39     | +39.699             | 22   | 3      |
| 16  | 3  | Oliver Turvey          | NIO              | 39     | +43.255             | 19   |        |
| 17  | 7  | Sérgio Sette Câmara    | Dragon-Penske    | 39     | +1:08.193           | 4    |        |
| DNF | 25 | Jean-Éric Vergne       | Techeetah-DS     | 36     | Ongeluk             | 12   |        |
| DNF | 11 | Lucas di Grassi        | Venturi-Mercedes | 36     | Ongeluk             | 18   |        |
| DNF | 28 | Oliver Askew           | Andretti-BMW     | 36     | Ongeluk             | 8    |        |
| DNF | 99 | Antonio Giovinazzi     | Dragon-Penske    | 27     | Batterij            | 11   |        |
| DSQ | 22 | Maximilian Günther     | e.dams-Nissan    | 39     | Gediskwalificeerd   | 15   |        |

## Tussenstanden wereldkampioenschap

### Coureurs
| Positie | No. | Rijder                 | Team             | Punten |
| ------- | --- | ---------------------- | ---------------- | ------ |
| 01      | 5   | Stoffel Vandoorne      | Mercedes         | 155    |
| 02      | 48  | Edoardo Mortara        | Venturi-Mercedes | 144    |
| 03      | 9   | Mitch Evans            | Jaguar           | 139    |
| 04      | 25  | Jean-Éric Vergne       | Techeetah-DS     | 128    |
| 05      | 4   | Robin Frijns           | Envision-Audi    | 104    |
| 06      | 13  | António Félix da Costa | Techeetah-DS     | 100    |
| 07      | 11  | Lucas di Grassi        | Venturi-Mercedes | 84     |
| 08      | 17  | Nyck de Vries          | Mercedes         | 83     |
| 09      | 94  | Pascal Wehrlein        | Porsche          | 63     |
| 10      | 36  | André Lotterer         | Porsche          | 63     |

### Constructeurs
| Positie | Team             | Punten |
| ------- | ---------------- | ------ |
| 01      | Mercedes         | 238    |
| 02      | Venturi-Mercedes | 228    |
| 03      | Techeetah-DS     | 228    |
| 04      | Jaguar           | 186    |
| 05      | Envision-Audi    | 151    |
| 06      | Porsche          | 126    |
| 07      | Andretti-BMW     | 49     |
| 08      | Mahindra         | 25     |
| 09      | e.dams-Nissan    | 22     |
| 10      | NIO              | 07     |